# エルディング航空基地
エルディング航空基地（エルディングこうくうきち、ドイツ語: Fliegerhorst Erding）は、ドイツ連邦共和国バイエルン州ミュンヘン北東近郊のエルディングに所在した軍用飛行場。ドイツ空軍ではケルン＝ヴァーンについで2番目に大きい航空基地だった。

## 歴史
1935年、ドイツ国防軍空軍によって建設された。第二次世界大戦後、再建された西ドイツ空軍に引渡されるまでアメリカ空軍が使用していた。ミュンヘン空港が付近にあるため1990年代初頭には積極的航空作戦は終了する。既に、1980年代後半には近郊郡の上空での低空飛行には制限が加えられていた。それ以来、本航空基地は空軍整備連隊が配置され、トーネード IDS攻撃機の整備基地として機能していた。2014年に閉鎖され、跡地の再開発が進められている。

## 配置部隊
- 第1空軍整備連隊（空軍）
- 空軍技術システム・センター（空軍）
- 航空交通管制部（空軍）
- 第135技術後方支援小隊（空軍）
- 民間業務生涯教育係（空軍）
- エルディング補給処（基盤軍）
- エルディング衛生センター（救業軍）
- ミュンヘン連邦軍業務センター分所（国防施設管理・環境保護部）
- 防衛科学研究所爆薬・燃料支所（軍備分野）